# اوپن‌بنک
اوپن‌بنک (انگلیسی: Openbank) شرکت خدمات مالی و بانکداری اسپانیایی است، که در سال ۱۹۹۵ تأسیس شد.